# Goldschmidt Antal
Goldschmidt Antal (1470–1534 u.) ötvös. Az okmányokban Dominus Anthonius Aurifaber és Goldschmidt Anton néven szerepel.
Brassó városától kapott megbízást ezüstkannák készítésére, de művei nem maradtak fenn. 
Városi tanácsos volt. 1526-ban ő vezette a brassói zsoldosokat a mohácsi ütközetben.

## Forrás
Magyar életrajzi lexikon I. (A–K). Főszerk. Kenyeres Ágnes. Budapest: Akadémiai. 1967.   39. o. 